# Ninox squamipila
La lechuza gavilana de las Molucas, nínox moluqueño o nínox de Seram  (Ninox squamipila) es una especie de ave estrigiforme de la familia Strigidae endémica las Molucas meridionales, en Indonesia. 

## Distribución
Se encuentra en las islas de Ceram, Ambon y Kelang. Su hábitat natural son los bosques húmedos tropicales bajos. Se encuentra amenazado por pérdida de hábitat. 